# Flussgebietseinheit Schlei/Trave

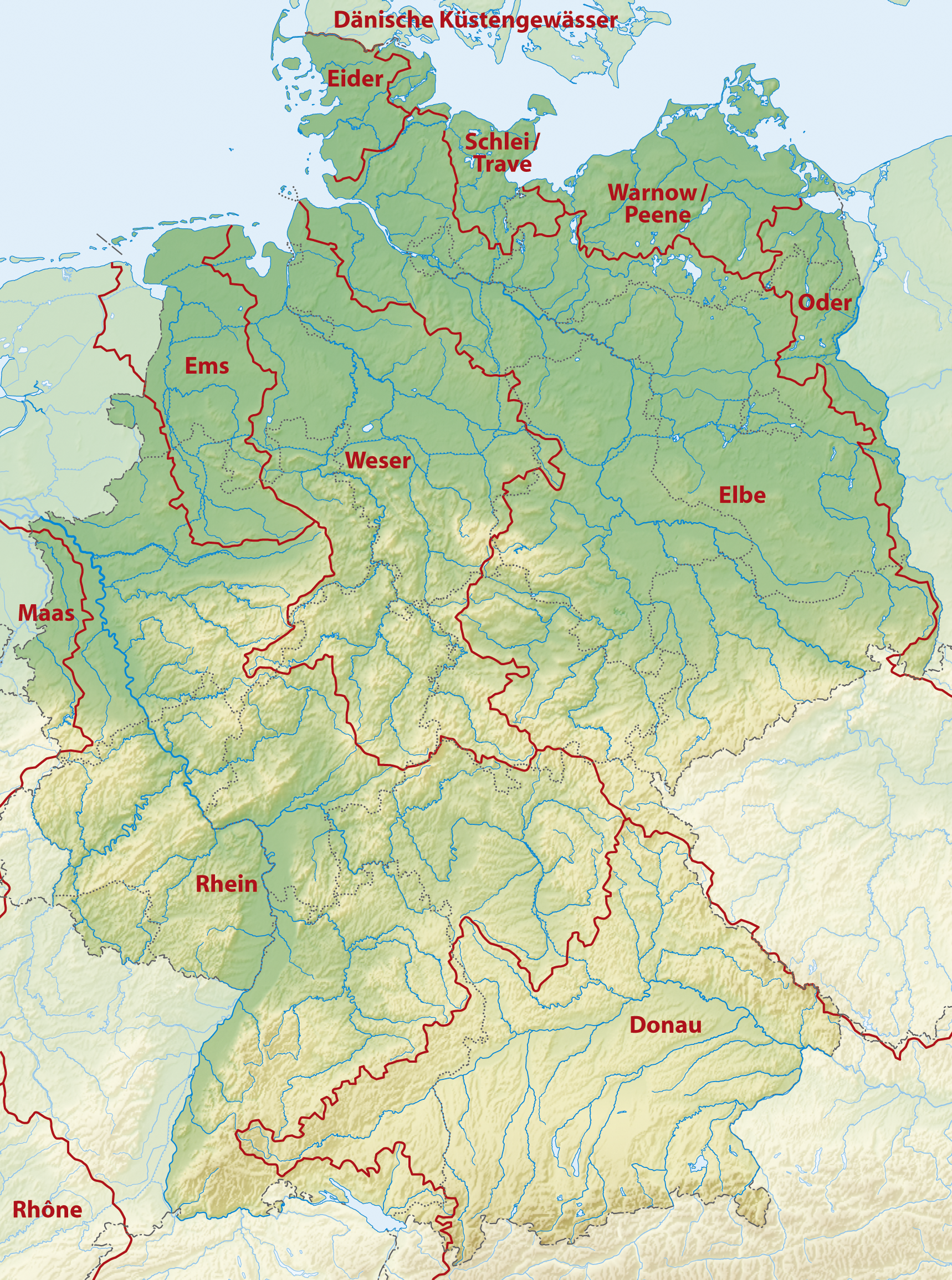
Flussgebietseinheiten in Deutschland

Die Flussgebietseinheit Schlei/Trave (FGE Schlei/Trave) fasst im Rahmen der Umsetzung der EU-Wasserrahmenrichtlinie die Oberflächenwasserkörper und Küstengewässer im östlichen Teil Schleswig-Holsteins zu einer Flussgebietseinheit zusammen.

## Beschreibung der Flussgebietseinheit
Die Flussgebietseinheit Schlei/Trave umfasst die Gewässer im östlichen Teil Schleswig-Holsteins von der deutsch-dänischen Grenze, mit der Krusau auf dänischer Seite, über den östlichen Teil von Schleswig-Holstein bis auf das Gebiet von Mecklenburg-Vorpommern mit dem Einzugsgebiet der Stepenitz. Die Schlei, die der FGE teilweise ihren Namen gegeben hat, ist allerdings kein Fließgewässer, sondern eine eiszeitlich geformte Glaziale Rinne. Zuständige Behörde ist das Ministerium für Umwelt, Naturschutz und Landwirtschaft des Landes Schleswig-Holstein in Kiel.

## Wichtigste Gewässer
- Schlei
- Trave
- Schwentine
- Stepenitz
- Kossau